# Jean-Baptiste Puech
Jean-Baptiste Puech (* 15. Februar 1975 in Neuilly-sur-Seine) ist ein französischer Schauspieler. 1998 schloss er sein Studium am Maison des Conservatoires und 2000 an der Royal Scottish Academy of Music and Drama ab.

## Filmografie (Auswahl)
- 2002: 2+1
- 2002: Ce jour-la
- 2003: Chacun son camp
- 2003: Double zero
- 2003: Les passeurs
- 2004: J'ai peur, j'ai mal, je meurs
- 2004: Le silence de la mer
- 2005: L'auto
- 2005: Les amants de la Dent Blanche
- 2005: Sky Fighters
- 2006: La grande peur dans la montagne
- 2007: La Metier qui rentre
- 2007: 2 Tage Paris[3]
- 2008: Do elephants pray?
- 2008: Entre deux eaux
- 2009: Panique
- 2009: Quand vient la peur
- 2009: Le Repenti
- 2014: Les Gazelles